# Lodha Bellissimo
Lodha Bellissimo es un rascacielos situado en Bombay, India. Completado en 2012, es uno de los edificios más altos de la India, con una altura de 222 metros y 53 plantas.